# Билык, Иван Иванович
Иван Иванович Билык (укр. Іван Іванович Бі́лик; 1 марта 1930, Градижск, Кременчугский округ — 27 ноября 2012, Киев) — украинский и советский писатель-романист, переводчик.

## Биография
Родился 1 марта 1930 года в селе Градижск (ныне Глобинский район, Полтавская область, Украина). После окончания школы два года работал учителем в селах Черниговской области. Пытался поступить на исторический факультет, затем обучался на факультете журналистики КГУ имени Т. Г. Шевченко, с 1961 года в редакциях ряда украинских республиканских газет.
Умер 27 ноября 2011 года. Похоронен в Киеве на Лесном кладбище.

## Творчество
Литературный дебют Ивана Билыка состоялся в 1956 году.
Автор украинских исторических романов советских времён — «Меч Арея» (1972) и «Похороны богов» (1986).
Вскоре после выхода «Меч Арея» был запрещён по указанию ЦК Компартии Украины — за «неправильную трактовку истории»: его изъяли из библиотек, а нераспроданные экземпляры — из книжных магазинов (власти успели уничтожить 5 тысяч экземпляров из 65 тысячного тиража). Писатель был уволен с работы в редакции «Литературной Украины», более 3,5 лет был безработным. Лишь в 1976 ему удалось устроиться в редакцию журнала «Всесвіт» на должность секретаря-машиниста, он был лишён права печататься, подвергся травле в прессе.
После выхода книги в СССР она была переиздана за рубежом — в Канаде, Америке[уточнить], Великобритании и других странах. В период «перестройки» в 1990 году книга была реабилитирована и переиздана. В настоящее время выдержала 15 переизданий (в том числе 9 — за рубежом).
Член Союза писателей Украины (1967).

### Избранные произведения
- Яр (1958, издан в 2008)
- Танго (1968) — роман о жизни украинской эмиграции.
- Меч Арея (1972) — роман,
- День рождения Золотой рыбки (роман, 1977) — о строительстве ГЭС, нарушающего экологию, в котором затронуты проблемы ответственности личности перед обществом и природой.
- Земля Королевы Мод (1982) — роман о человеке, который сохраняет достоинство и честь в самые сложные моменты своей жизни.
- Похороны богов (1986) — роман о событиях IX—X веков на землях Киевской Руси.
- Золотой Ра (1989) — «Истории» Геродота в свободном пересказе.
- Скифы (Трилогия о легендарном путешествии Геродота в Скифию):
  - Дикие белые кони (1989)
  - Не раздражайте грифонов (1993)
  - Царь и раб (1992).
- Царь, которого выкормила собака и Дары скифов — исторические повести (составные части книги «Золотой Ра»).
- Аксиомы недоказанных традиций — послесловие к роману «Меч Арея».

Перевёл на украинский язык почти три десятка романов и повестей современных болгарских писателей (Э. Коралова, Э. Станева, П. Вежинова, А. С. Гуляшки, И. Давидкова, И. Петров, К. Калчева, Б. Димитровой, Б. Райнова, М. Марчевского и др.).
Иван Билык был в числе 29 авторов, удостоенных литературной награды «Золотые писатели Украины». Эта премия вручалась впервые и только тем писателям, чьи романы вышли в форме бумажной книги суммарным тиражом на Украине и за её пределами более 100 тысяч экземпляров за период с начала 2000 до настоящего времени.

## Награды и премии
- Государственная премия УССР имени Т. Г. Шевченко (1991) — за историческое произведение «Золотой Ра»
- Всеукраинская литературная премия за лучший роман года (произведение «Не раздражайте грифонов», 1993)
- литературная премия имени М. П. Старицкого (1994)
- литературная награда «Золотые писатели Украины» (укр. Золоті письменники України) (2012).